# ディーピカー・パードゥコーン
ディーピカー・パードゥコーン（カンナダ語: ದೀಪಿಕಾ ಪಡುಕೋಣೆ、ヒンディー語: दीपिका पादुकोण、英語: Deepika Padukone, 1986年1月5日 -）は、インドの女優・モデル。身長174cm、これはインド映画主演俳優の多くを上回る長身にあたる。ディーピカー・パードゥコーネと表記しているページが数多く見受けられるが、これは明らかな誤りである。

## 略歴
デンマークの首都コペンハーゲン生まれ。1歳になる前に一家は南インドのバンガロールに移り住み、そこで学生時代まで過ごした。母語はコンカニ語。
大学時代からモデルの仕事を開始、キングフィッシャー航空やリーバイス、ティソなどで活動したのち、2006年にカンナダ語映画で女優デビュー。さらに翌2007年には大ヒット作となった映画『Om Shanti Om（恋する輪廻　オーム・シャンティ・オーム）』でボリウッド（北インド映画）においては新人ながら、シャー・ルク・カーンと共演するヒロインに抜擢されて鮮烈なデビューを果たした。

2018年には、映画「パドマーワト 女神の誕生」の主演を務めた。本作は、ボリウッドにおける女性主演映画で過去最高の制作費を投じられた作品で、興行的にも大成功した。本作について『日本経済新聞』は、以下のように評している。
また、パードゥコーンも「やった、ガラスの天井を打ち砕いたなどとは思わない。この映画ならここまで達成すると思っていただけ」と述べている。
2019年にインドで発表された調査によると、パードゥコーンのセレブリティとしてのブランド価値はインド人女性で首位であり、全体でもクリケット選手のヴィラット・コーリに次いで2位に選出された。

## 主な出演作品
- 恋する輪廻 オーム・シャンティ・オーム（2007）
- チャンドニー・チョーク・トゥ・チャイナ（2009）
- Love Aaj Kal （2009）
- Housefull （2010）
- 留保制度 インドvsインド （2011）
- Cocktail（2012）
- Race 2 （2013）
- 若さは向こう見ず（2013）
- チェンナイ・エクスプレス 〜愛と勇気のヒーロー参上〜（2013）
- Ram leela （2013）
- ファニーを探して（2014）
- Happy New Year （2014）
- Piku （2015）
- Tamasha （2015）
- Bajirao Mastani （2015）
- トリプルX:再起動（2017）
- パドマーワト 女神の誕生（2018）
- ブラフマーストラ（2022）
- PATHAAN/パターン（2023）
- JAWAN/ジャワーン（2023年）
- カルキ 2898-AD（2024年）